# Zama City
Zama City est un hameau (hamlet) du Comté de Mackenzie, situé dans la province canadienne d'Alberta.

## Démographie
En tant que localité désignée dans le recensement de 2011, Zama City a une population de 93 habitants dans 36 de ses 74 logements, soit une variation de -58.7% par rapport à la population de 2006. Avec une superficie de 19,342 6 km2, le hameau possède une densité de population de 4,808 0 hab/km2 en 2011.
Concernant le recensement de 2006, Zama City abritait 225 habitants dans 83 de ses 85 logements. Avec une superficie de 19,342 6 km2, le hameau possédait une densité de population de 11,6 hab/km2 en 2006.